# جوليا (مسلسل)
جوليا مسلسل لبناني كوميدي اجتماعي عرض في شهر رمضان 2018

## قصة العمل
ماغي بو غصن «جوليا»، فتاة حالمة بدخول عالم النجومية، تقودها الحياة إلى «المصحّة النفسية» بعد ان «تتقمّص الدّور وتحديداً شخصية الاميرة «زمرّد»، وترتدي ملابسها حتى بعد ان تغادر موقع التصوير وقبلها، نراها تتقمّص دور «الراقصة» فتخرج إلى الشوارع وسط دهشة الناس الذين يجدون في طريقهم فتاة ترقص امام الملأ.

## شارة المسلسل
من غناء الفنانة نانسي عجرم بعنوان «عم بتغير» من كلمات أحمد ماضي وألحان زياد برجي.

## الممثلون
ماغي بو غصن
```
(جوليا)
```

قيس شيخ نجيب
```
(الدكتور عاصي)
```

تقلا شمعون
```
(ديانا)
```

وسام صباغ
```
(المخرج روني يزبك)
```

جيسي عبدو
```
(ريما)
```

ليليا الأطرش
```
(غنوة)
```

سلطان ديب
```
(شادي)
```

نيكولا مزهر
```
(كمال)
```

ناتالي حموي
بشير مارون
نزيه يوسف
مجدي مشموشي